# Dennis Mojen

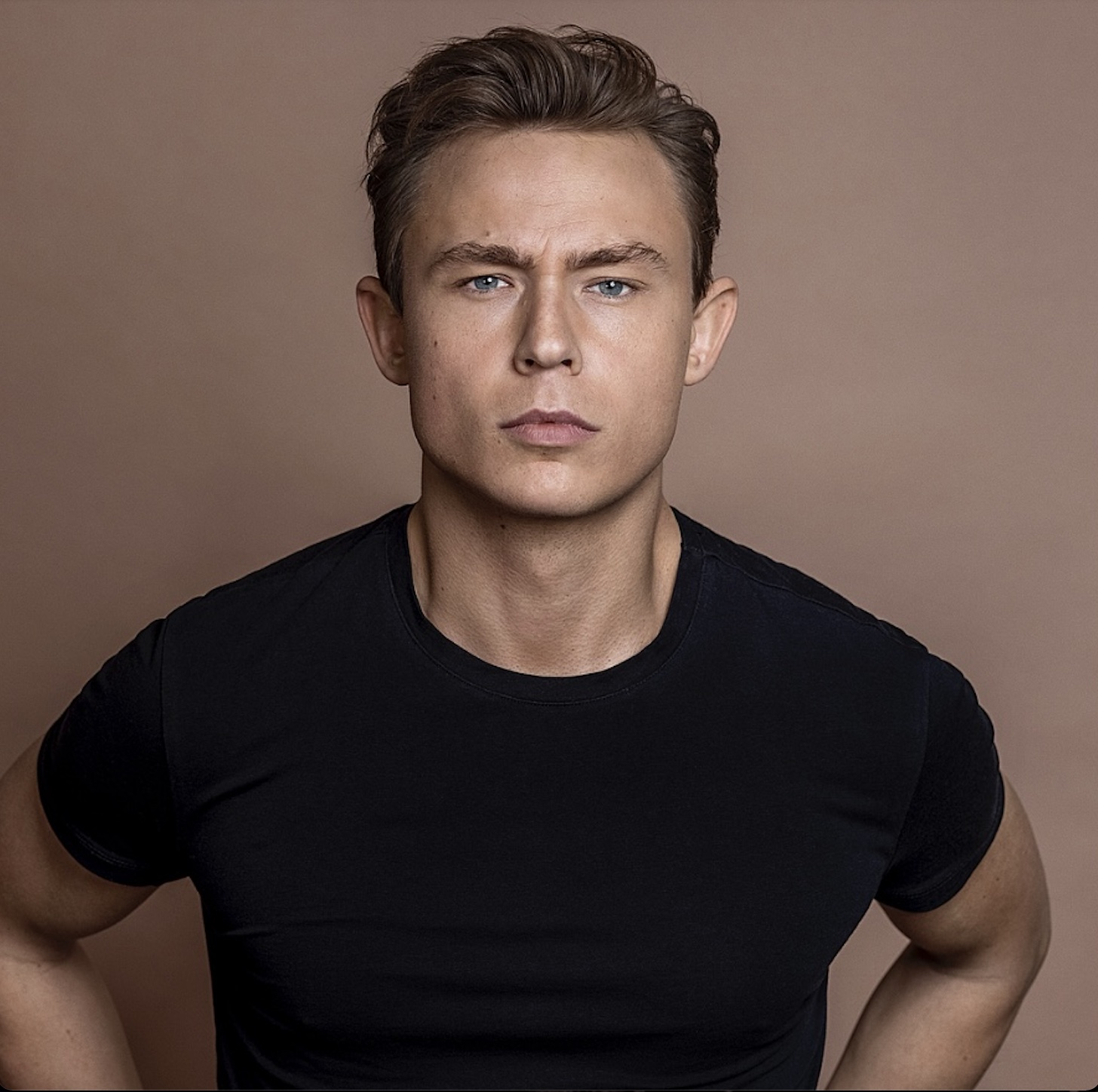
Dennis Mojen (2021)

Dennis Mojen (* 1993 in Hamburg) ist ein deutscher Schauspieler.

## Leben

### Ausbildung und Privates
Mojen, der bereits seit seiner Kindheit Schauspieler werden wollte, wuchs in Hamburg auf. Sein Vater ist Professor an der Filmakademie Baden-Württemberg in Ludwigsburg, seine Mutter war zeitweise im Filmgeschäft tätig. Im Sommer 2010 absolvierte er in Los Angeles einen Meisner-Workshop der Hamburger Schauspielschule „Film Characters“, der in Zusammenarbeit mit dem Schauspielstudio „Martz & Walker“ von Hendrik Martz und Jim Walker veranstaltet wurde. Mojen lebt in Berlin.

### Erste Fernsehrollen
Mojen stand bereits als Jugendlicher vor der Kamera. Im Fernsehen war er erstmals bei Notruf Hafenkante als Lenny zu sehen. Danach folgten weitere Auftritte z. B. im Juli 2009 in der Kinder- und Jugendserie Die Pfefferkörner. In der Folge Kirchenklau spielte er die Rolle des Hannes Brehmer, der unter Verdacht gerät, in der Kirche die Kollekte gestohlen zu haben. In dem Coming-of-Age-Film Summertime Blues, der im August 2009 in die deutschen Kinos kam, mit François Goeske in der Hauptrolle, hatte Mojen eine Nebenrolle. In dem Kurzfilm Der Ausflug von Stefan Najib, einem Abschlussfilm der Stuttgarter Hochschule der Medien, der 2011 in Stuttgart gedreht wurde und sich an den Amoklauf von Winnenden anlehnt, spielte er an der Seite von Dominic Raacke seine erste Hauptrolle als 17-jähriger Amokläufer Tom.
Ab 2011 wurde Mojen regelmäßig in größeren und kleineren Episodenrollen in TV-Serien wie Notruf Hafenkante (2011, als 16-jähriger schulisch überforderter Nachhilfeschüler, der als Brandstifter unter Verdacht gerät), Großstadtrevier (2011, als 16-jähriger Jugendlicher, der in Verdacht gerät, einen Kiosk ausgeraubt zu haben), Der Dicke (2012, als Schüler, der einen Lehrer mit Privatvideos, die er ins Internet stellt, mobbt), Der Bergdoktor (2014, als Bergkletterer und bester Freund, an der Seite von Laurence Rupp) und In aller Freundschaft (2014, als an chronischer Bronchitis leidender Freund einer Transplantationspatientin) eingesetzt.
Daneben spielte er kleinere Rollen in Fernsehfilmen wie Annas Erbe (2011) an der Seite von Jutta Speidel und Anna Hausburg oder Arnes Nachlass (2013), eine Literaturverfilmung eines Stoffs von Siegfried Lenz, wo er neben Jan Fedder der älteste Sohn Hans war.

### Durchbruch alsTatort-Täter
Anfang 2015 war er in einer Episodenhauptrolle in der Serie Unter Gaunern zu sehen, in der er „Chef Coolio“, den Anführer einer Straßengang, verkörperte. Es folgte im Februar 2015 eine Episodenhauptrolle in der Serie Großstadtrevier, diesmal als Hamburger Polizeischüler, der in Neonazi-Kreise hineingerät. Im April 2015 war Mojen im ersten „Franken-Tatort“ Der Himmel ist ein Platz auf Erden zu sehen. Er spielte den Studenten und Babysitter Tommy Buchwaldt, der sich schließlich unerwartet als Täter herausstellt. Für seine Rolle im „Franken-Tatort“ erhielt Mojen im Juni 2015 den New Faces Award als „Bester Nachwuchsschauspieler.“

### Weitere Karriere
In dem Fernsehfilm Die Neue (2015) war Mojen neben Iris Berben (als Lehrerin Eva Arendt) und Ava Celik (als türkische Schülerin Sevda) der Mitschüler Karl. In der ARD-Krimireihe Nord bei Nordwest (2018) verkörperte er in dem Film Waidmannsheil die Rolle des 19-jährigen Lukas Benedikt, eines jungen Mannes, der seine beiden jüngeren Schwestern vor den sexuellen Übergriffen des Vaters zu beschützen sucht. Im Polizeiruf 110: Crash (2018) hatte Mojen eine der Hauptrollen, als Tommy Otto, ein Paketbote, der seinen Lebensunterhalt durch Autodiebstahl und Drogenhandel aufbessert und als Mitglied einer Gruppe von Rasern, die sich „Le Magdeburg“ nennen, illegale Autorennen fährt. In dem ZDF-Ensemblefilm Extraklasse (2018) war er Mike, ein „kleinkrimineller Jugendlicher“ der Null-Bock-Generation.
Weiterhin wurde Mojen immer wieder für verschiedene TV-Serien verpflichtet, wie SOKO Leipzig (2017, als stotternder Sohn eines ermordeten Leipziger American-Football-Trainers), SOKO München (2018, als an hebephrener Schizophrenie leidender junger Mann, der als Kind Opfer einer Entführung wurde) und Letzte Spur Berlin (Erstausstrahlung: März 2018) als machohafter Berufsfeuerwehrmann Enrico Wolf, der seine neue Kollegin mobbt. Im 7. Film der Lotta-Filmreihe des ZDF, Lotta & der schöne Schein (2019), verkörperte Mojen den jungen Berliner Medizinstudenten Danny, der in die Medizin studierende Tochter von Lottas Chefin (Kirsten Block), verliebt ist. In der Fernsehreihe Der Usedom-Krimi verkörperte er im 10. Film mit dem Titel Träume (2019) den jungen Michi Sievers, den tatverdächtigen „Versager-Sohn“ und das „schwarze Schaf“ der Familie eines erfolgreichen Usedomer Bauunternehmers.
Im Kinofilm Traumfabrik (2019), einer ost-westlichen Liebesgeschichte, spielte er eine der Hauptrollen als junger ostdeutscher Soldat und Hochstapler Emil Hellberg, der sich als Filmproduzent ausgibt, um seine große Liebe, die französische Tänzerin Milou, wiedersehen zu können. 2020 spielte er in der ersten deutschsprachigen Netflix-Eigenproduktion Isi & Ossi als verarmter Boxer Ossi eine der beiden Hauptrollen.
Er wirkte außerdem 2013 als Darsteller in dem Musikvideo zu dem Song Aschenflug des deutschen Popsängers Adel Tawil mit.

## Filmografie (Auswahl)

### Kinofilme
- 2009: Summertime Blues
- 2011: Poll
- 2016: Nirgendwo
- 2019: Traumfabrik
- 2023: Lassie
- 2025: Comandante Fritz

### Kurzfilme
- 2013: Am Ende Licht
- 2014: Der Ausflug

### Fernsehfilme
- 2011: Anna Erbe
- 2013: Arnes Nachlass
- 2015: Tatort: Der Himmel ist ein Platz auf Erden (Fernsehreihe)
- 2015: Die Neue
- 2016: Wann endlich küsst Du mich?
- 2017: Brüder (Zweiteiler)
- 2018: Nord bei Nordwest – Waidmannsheil (Fernsehreihe)
- 2018: Wach
- 2018: Polizeiruf 110: Crash (Fernsehreihe)
- 2018: Extraklasse
- 2019: Lotta & der schöne Schein (Fernsehreihe)
- 2019: Der Usedom-Krimi: Träume (Fernsehreihe)
- 2020: Isi & Ossi (Netflixfilm)
- 2024: 60 Minuten (Netflixfilm)
- 2024: Spieleabend

### Fernsehserien
- 2009: Die Pfefferkörner (Folge: Kirchenklau)
- 2011: Notruf Hafenkante (Folge: Alles Einstein)
- 2011: Großstadtrevier (Folge: Frohe Weihnachten, Dirk Matthies)
- 2012: In aller Freundschaft (Folge: Es ist, wie es ist)
- 2012: Der Dicke (Folge: Späte Reue)
- 2012: Der Cop und der Snob (Folge: Die Clique)
- 2013: Heiter bis tödlich: Morden im Norden (Folge: Der Fingerzeig)
- 2014: Der Bergdoktor (Folge: Königskinder)
- 2015: Großstadtrevier (Folge: Kameraden)
- 2016: Morgen hör ich auf (Serienrolle)
- 2016: SOKO Köln (Folge: Mörderisches Wochenende)
- 2017: SOKO Leipzig (Folge: Aus der Deckung)
- 2017: Alarm für Cobra 11 – Die Autobahnpolizei (Folge: Freier Fall)
- 2018: SOKO München (Folge: Machtlos)
- 2018: Letzte Spur Berlin (Folge: Lebensretterin)
- 2021: Into the Night (Netflix-Serie)

### Musikvideos
- 2013: Adel Tawil – Aschenflug